# Navras
Navras(나브라스)는 매트릭스 3: 레볼루션의 삽입곡으로 영화 마지막의 스탭롤에 사용되었다.
본작의 음악을 맡은 돈 데이비스와 주노 리액터의 벤 왓킨스가 작곡했는데, 본작의 다른 곡은 작곡 크레딧이 '주노 리액터와 돈 데이비스(Juno Reactor and Don Davis)'로 되어 있는데 반해 이 곡만은 '주노 리액터 대 돈 데이비스(Juno Reactor vs Don Davis)'로 되어 있는 점이 특징이다.
곡의 제목은 산스크리트어로 '9'를 뜻하는 nava와 '감정, 맛' 등의 뜻을 가진 rasa를 합친 조어이다. 이는 힌두교에서 사람의 감정을 사랑, 골계, 슬픔, 분노, 기력, 공포, 혐오, 경악, 정적의 아홉 가지로 나눈 데서 비롯되었다. 가사는 우파니샤드의 일종인 브리하드 아란야카 우파니샤드(Brihadaranyaka Upanishad)의 일부를 인용했다.
| “ | asato mā sad gamaya→나를 허구에서 진실로 인도해주소서 tamaso mā jyotir gamaya→나를 어둠에서 빛으로 인도해주소서 mṛtyor mā amṛtaṁ gamaya→나를 죽음에서 영생으로 인도해주소서 | ” |

노래는 이란의 가수인 아잠 알리(اعظم علی)와 인도의 가수인 락슈미 샹카르(Lakshmi Shankar)가 불렀다.